# Eric Coates
Eric Coates (ur. 27 sierpnia 1882 w Hucknall, zm. 21 grudnia 1957 w Chichester) – brytyjski kompozytor i altowiolista.

## Życiorys
Jako dziecko uczył się gry na skrzypcach, później także na altówce. Kształcił się w Nottingham, następnie w 1906 roku wstąpił do Królewskiej Akademii Muzycznej w Londynie, gdzie studiował u Lionela Tertisa (altówka), Fredericka Cordera (kompozycja) i Hartleya Braithwaite’a (kompozycja). Występował z licznymi kwartetami smyczkowymi. W 1908 roku został członkiem Hamburg String Quartet, wraz z którym odbył tournée po Południowej Afryce. W latach 1910–1919 grał w Queen’s Hall Orchestra, od 1912 roku jako jej pierwszy altowiolista. Po 1919 roku zrezygnował z występów, poświęcając się wyłącznie komponowaniu.
Tworzył głównie prostą, lekką muzykę o charakterze popularnym, cechującą się dopracowanym warsztatem kompozytorskim, bogatą instrumentalizacją i melodyjnością. Skomponował suity orkiestrowe From the Countryside (1915), Summer Days (1919), The Three Bears (1926), Cinderella (1929), From Meadow to Mayfair (1929), London (1932), London Again (1936), The Three Elizabeths (1944), ponadto m.in. Saxo Rhapsody na saksofon i orkiestrę (1937), suitę baletową Snow White and the Seven Dwarfs (1930), marsze, ponad 100 pieśni. Pochodzący z suity London marsz Knightsbridge został wykorzystany przez BBC jako sygnał programu radiowego In Town Tonight.